# Islandske sætninger
De islandske sætninger deles ligesom dansk i to store klasser, hovedsætninger og bisætninger. En paragraf indledes normalt med en hovedsætning, men ellers bestemmer den derpå brugte konjunktion om det drejer sig om en hoved- eller bisætning. Ordfølgen er meget fri, idet bøjningerne i reglen gør det let at skelne mellem subjekt og objekt. Der gælder dog visse restriktioner. For eksempel forefindes rækkefølgen objekt – subjekt – verbum (OSV, i det hele en sjældenhed blandt verdens sprog) vel kun i poesien, og da kun af systemtvang.